# Lago Ilopango
O lago Ilopango é um lago de origem vulcânica de El Salvador com 72 km² de extensão. É o maior do país, e situa-se entre os departamentos de San Salvador, Cuscatlán e La Paz. Há abundante pesca e é apropriado para navegação à vela ou a motor.
Está situado a 16 m de San Salvador e a 440 m de altitude. No final de 1789 sentiram-se tremores de terra na zona e em Janeiro de 1880 o nível do lago subiu consideravelmente, pondo em ruínas o casario próximo e originando algumas derrocadas a maior distância.